# Albert Oßwald
Albert Oßwald (* 25. November 1923) ist ein ehemaliger deutscher Fußballspieler. 

## Karriere

### Beginn
Mit 16 Jahren spielte Oßwald bereits in der ersten Mannschaft der Stuttgarter Kickers in der Sportbereichsklasse Württemberg – bis 1943. Für die Stuttgarter agierte er auch in drei Gruppenspielen um die Deutsche Meisterschaft 1940. In der 1945 als erste nach dem Zweiten Weltkrieg gegründeten Oberliga, der Oberliga Süd, bestritt er in der Premierensaison 1945/46 29 Punktspiele. In den beiden aufeinander folgenden Spielzeiten absolvierte er 48 Punktspiele und erzielte zwei Tore.

### Fortsetzung
Zum Ende der Saison 1947/48 kam er in der Oberliga Südwest, Gruppe Nord, nur zu einem Spiel für den 1. FC Saarbrücken. In den folgenden beiden Spielzeiten spielte er mit dem Verein aufgrund des sportlichen und politischen Streitfalls in der zweitklassigen französischen Liga, bevor er während der ablaufenden Saison 1949/50 noch siebenmal für die Stuttgarter Kickers in der Oberliga Süd zum Einsatz kommt. Durch den Abstieg der Mannschaft als Tabellenletzter in die 2. Oberliga Süd 1950/51 verließ er diese.
Ab der Saison 1950/51 war er für den FC Bayern München in der Oberliga Süd aktiv, bestritt 29 Punktspiele und zeichnete sich zweimal als Torschütze aus. Am 20. August 1950 (1. Spieltag) debütierte er für die Bayern, die beim BC Augsburg mit 4:1 gewannen; gegen diese Mannschaft erzielte er beim 2:1-Sieg im Stadion an der Grünwalder Straße am 30. Dezember 1950 (18. Spieltag) mit dem Treffer zum 1:0 in der 42. Minute auch sein erstes Tor. Während seiner zweiten Spielzeit 1951/52, in der er sechs Einsätze bestritt, wechselte er zum französischen Erstligisten Racing Straßburg. Nach 15 Punktspielen und dem 18. und letzten Tabellenplatz kehrte er wieder nach Saarbrücken zurück.  

### Ende
1952/53 kam er für den amtierenden Südwestmeister nur zu fünf Punktspielen; blieb in Saarbrücken und absolvierte in vier Spielzeiten für die Sportfreunde Saarbrücken in der 2. Oberliga Südwest 36 Punktspiele, in denen er drei Tore erzielte.